# Нетупітант
Нетупітант (англ. Netupitant, лат. Netupitantum) — синтетичний лікарський засіб, який є похідним морфоліну, що застосовується для профілактики післяопераційного блювання, що є інгібітором субстанції P рецепторів нейрокініну NK1. Нетупітант застосовується перорально у комбінації зі стимулятором виключно серотонінових рецепторів палоносетроном.

## Фармакологічні властивості
Нетупітант — синтетичний лікарський засіб, який є похідним морфоліну. Механізм дії препарату полягає в інгібуванні рецепторів нейрокініну NK1, який має високу спорідненість до P-нейропептиду. Після застосування препарат проникає у центральну нервову систему, де зв'язується з NK1-рецепторами, що призводить до гальмування блювотного рефлексу. Нетупітант застосовується для профілактики нудоти і блювання, які спричинені цитотоксичною хімієтерапією, в комбінації з палоносетроном.

### Фармакокінетика
Нетупітант відносно повільно та добре всмоктується після перорального застосування, біодоступність препарату складає 60 % при пероральному застосуванні. Максимальна концентрація препарату в крові досягається протягом 5 годин після перорального прийому препарату. Нетупітант майже повністю (на 97—99 %) зв'язується з білками плазми крові. Препарат проникає через гематоенцефалічний бар'єр, через плацентарний бар'єр, проникнення в грудне молоко людини точно не встановлено. Нетупітант метаболізується в печінці з утворенням активних метаболітів. Виводиться препарат із організму переважно із калом у вигляді метаболітів, незначна частина виводиться з сечею. Період напіввиведення препарату становить 88 годин, в осіб із важким порушенням функції печінки цей час може збільшуватися.

## Побічна дія
При застосуванні нетупітанту в комбінації з палоносетроном спостерігається наступні побічні ефекти:
- Алергічні реакції — шкірний висип,, свербіж шкіри кропив'янка, алопеція, гарячка.
- З боку нервової системи — головний біль, запаморочення, сонливість або безсоння, підвищена втомлюваність, парестезії, гіпестезія, зміна настрою, психоз, розмитість зору, кон'юнктивіт, вертиго.
- З боку травної системи — діарея або запор, метеоризм, біль у животі, сухість у роті, гикавка, погіршення апетиту.
- З боку серцево-судинної системи — аритмії, артеріальна гіпотензія або гіпертензія, біль у грудній клітці, подовження інтервалу QT, AV-блокада, приливи крові, варикозне розширення вен.
- Інші побічні ефекти — затримка сечі, біль у суглобах, болючість та припікання в місці введення препарату.
- Зміни в лабораторних аналізах — лейкопенія, нейтропенія, лейкоцитоз, лімфоцитоз, гіпокаліємія, гіперкаліємія, підвищення активності амінотрансфераз, гіпокальціємія, гіперглікемія. підвищення рівня білірубіну в крові, глюкозурія, метаболічний ацидоз.

## Показання до застосування
Нетупітант застосовується у комбінації з палоносетроном для профілактики нудоти і блювання, які спричинені цитотоксичною хімієтерапією.

## Протипокази
Нетупітант протипоказаний при підвищеній чутливості до препарату та вагітності.

## Форми випуску
Нетупітант випускається у вигляді желатинових капсул у комбінації з палоносетроном по 0,5 мг палоносетрону та 300 мг нетупітанту.